# Эссомбе, Джозеф
Джозеф Эмильенн Эссомбе Тиако (фр. Joseph Emilienne Essombe Taiko; род. 22 марта 1988, Яунде) — камерунская спортсменка (вольная борьба), участница двух Олимпийских игр, победитель и многократный призёр чемпионатов Африки.

## Карьера
В августе 2016 года на Олимпиаде в Рио-де-Жанейро в схватке на стадии 1/8 финала уступила венесуэлке Бетзабет Аргуэлло и заняла 16 место. В сентябре 2018 года на чемпионате мира в Будапеште дошла до стадии 1/4 финала, где уступила россиянке Светлане Липатовой за явным преимуществом. В марте 2019 года в тунисском Хаммамете стала серебряным призёром чемпионата Африки, уступив в борьбе за чемпионство нигерийке Одунайо Адекурое. В декабре 2020 года на Индивидуальном Кубке мира в Белграде в квалификации на туше проиграла россиянке Веронике Чумиковой. В апреле 2021 года в Хаммамете на африканском и океанском олимпийский отборочный турнире к Олимпийским играм в Токио завоевала лицензию. В августе 2021 года на Олимпиаде в схватке на стадии 1/8 финала уступила японке Маю Мукаиде со счётом (0:10), в утешительной схватке при ничейном счёте (4:4) обыграла польку Роксану Засину, а в борьбе за бронзовую медаль уступила спортсменке из Монголии Бат-Очирын Болортуяа со счётом (4:14) и заняла итоговое 5 место.

## Достижения
- Чемпионат Африки по борьбе 2012 — ;
- Чемпионат Африки по борьбе 2013 — ;
- Чемпионат Африки по борьбе 2014 — ;
- Чемпионат Африки по борьбе 2015 — ;
- Чемпионат Африки по борьбе 2016 — ;
- Олимпийские игры 2016 — 16;
- Чемпионат Африки по борьбе 2017 — ;
- Игры исламской солидарности 2017 — ;
- Чемпионат Африки по борьбе 2018 — ;
- Чемпионат Африки по борьбе 2019 — ;
- Африканские игры 2019 — ;
- Чемпионат Африки по борьбе 2020 — ;
- Олимпийские игры 2020 — 5;
- Чемпионат Африки по борьбе 2022 — ;